# Domorganus oligochaetophilus
Domorganus oligochaetophilus is een rondwormensoort uit de familie van de Ohridiidae. De wetenschappelijke naam van de soort is voor het eerst geldig gepubliceerd in 1989 door Valovaya.